# Oštrc
Oštrc je naselje v Občini Kostanjevica na Krki.